# Physobates spinipes
Physobates spinipes är en kvalsterart som beskrevs av Hammer 1962. Physobates spinipes ingår i släktet Physobates och familjen Tegoribatidae. Inga underarter finns listade i Catalogue of Life.